# إدوين بنيون كانون
إدوين بنيون كانون هو سياسي أمريكي، ولد في 2 يناير 1910، وتوفي في 12 نوفمبر 1963. انتخب عضو مجلس ولاية يوتا ‏.